# Буряжки
Буряжки — деревня в Старопольском сельском поселении Сланцевского района Ленинградской области.

## История
Впервые упоминается в писцовых книгах Шелонской пятины 1498 года, как деревня на Буряжах (д. Бурижи близ озера Самро) в Сумерском погосте Новгородского уезда.
Затем, как деревня Бурижи она упоминается на карте Санкт-Петербургской губернии Ф. Ф. Шуберта 1834 года.

БУРЕШКИ — деревня принадлежит господам Таировым, число жителей по ревизии: 48 м. п., 40 ж. п. (1838 год)

БУРЯЖИ — деревня госпожи Даманиевской, по просёлочной дороге, число дворов — 14, число душ — 59 м. п. (1856 год)

БУРЯЖКИ — деревня удельная при озере Самро, число дворов — 19, число жителей: 61 м. п., 51 ж. п. (1862 год) 

В XIX — начале XX века деревня административно относилась к Ложголовской волости 2-го земского участка 1-го стана Гдовского уезда Санкт-Петербургской губернии.
Согласно Памятной книжке Санкт-Петербургской губернии 1905 года деревня входила в Усадищское сельское общество.
С марта 1917 года деревня находилась в составе Ложголовской волости Гдовского уезда.

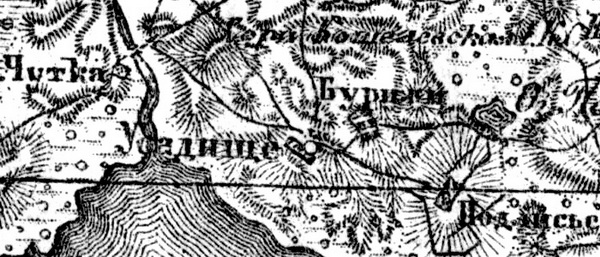
Деревня Буряжки на карте 1919 года

Согласно карте Петроградской и Эстляндской губерний издания 1919 года деревня называлась Бурижи.
С марта 1922 года, в составе Усадищского сельсовета Ложголовской волости Кингисеппского уезда.
С февраля 1924 года, в составе Поречского сельсовета.
С августа 1927 года, в составе Осьминского района.
В 1928 году население деревни составляло 117 человек.
По данным 1933 года в состав Поречского сельсовета Осьминского района входила деревня Буряжка.
С 1 августа 1941 года по 31 января 1944 года германская оккупация.
С 1961 года, в составе Сланцевского района.
С 1963 года, в составе Кингисеппского района.
По состоянию на 1 августа 1965 года деревня Буряжки входила в состав Поречского сельсовета Кингисеппского района. С ноября 1965 года, вновь в составе Сланцевского района. В 1965 году население деревни составляло 11 человек.
По данным 1973 года деревня Буряжки входила в состав Поречского сельсовета.
По данным 1990 года деревня Буряжки входила в состав Овсищенского сельсовета.
В 1997 году в деревне Буряжки Овсищенской волости проживали 4 человека, в 2002 году — 9 человек (русские — 78 %).
В 2007 году в деревне Буряжки Старопольского СП проживали 6 человек, в 2010 году — 14 человек.

## География
Деревня расположена в восточной части района на автодороге 41К-796 (Поречье — Подлесье).
Расстояние до административного центра поселения — 14 км.
Расстояние до ближайшей железнодорожной станции Веймарн — 85 км.
Деревня находится близ северного берега озера Самро.

## Демография
| 1862 | 2007 | 2010 | 2017 |
| ---- | ---- | ---- | ---- |
| 112  | ↘6   | ↗14  | ↘7   |